# Daphne laciniata
Daphne laciniata är en tibastväxtart som beskrevs av Paul Lecomte. Daphne laciniata ingår i släktet tibaster, och familjen tibastväxter. Inga underarter finns listade i Catalogue of Life.